# Azan Garo
Azan Garo (* 1988 in Mongaguá, São Paulo, Brasilien) ist ein brasilianisch-deutscher Lyriker und Dramatiker. Er wuchs auf zwischen Peru und Deutschland und lebt seit 2009 in Berlin und Brandenburg.
Garo studierte Germanistik und Theaterwissenschaften in São Paulo, München und Berlin. Gleichzeitig nahm er als Experte für Sound-, Noise- und Filmschnitt an OFFtheater- und Radioprojekten teil. Seither arbeitet er als freischaffender Filmschnitt- und Soundeditor.
Für das Drama „INNEROUTERCITY“ wurde ihm der Chemnitzer Theaterpreis für zeitgenössische junge Dramatik 2017 zugesprochen. Die Uraufführung inszenierte Stephan Beer am Schauspiel des Theater Chemnitz; Premiere war am 28. April 2017.
2020 wurde sein Gedicht "TIER SEIN" im Rahmen des Lyrikmond-Wettbewerbes Wahnsinn im Gedicht ausgezeichnet.
2023 nahm Garo mit Szenen für morgen teil am bundesweiten Festival 7000 Setzlinge – organisiert durchs Netzwerk darstellender Künste performingforfuture. Sie wurden präsentiert am Theater Kiel und beim FRAGILE-Festival im Pina Bausch Zentrum Wuppertal.

## Kritiken zur Uraufführung
- Signale aus der Filterblase  auf nachtkritik.de
- Beulenpest im Ostflügel  Freie Presse Chemnitz
- Supergau der Unsicherheit  in Dresdner Neueste Nachrichten